# Ivan Dvorny
Ivan Vasilievitch Dvorny (cirílico:Иван Васильевич Дворный) (Iasnaia Poliana, 5 de janeiro de 1952 - Omsk, 21 de setembro de 2015) foi um basquetebolista russo que integrou a Seleção Soviética que conquistou a Medalha de Ouro disputada nos XX Jogos Olímpicos de Verão realizados em 1972 na Cidade de Munique, Alemanha Ocidental.

## Biografia
Nasceu em um vilarejo próximo de Omsk e em sua adolescência praticou atletismo e apenas se interessou pelo basquetebol em 1966 quando ingressou no ensino médio em Omsk. Tornou-se profissional jogando pelo Uralmash Sverdlovsk onde permaneceu entre 1969 e 1971. Transferiu-se para o Spartak Leningrado conquistando duas medalhas de prata na Liga Soviética e o título europeu na Copa Saporta em 1973.
Foi campeão olímpico em 1972 e juntamente com a equipe participou de uma turnê dos campeões olímpicos de dois meses nos Estados Unidos. Quando retornou foi acusado de contrabando ao adquirir roupas e tentar revendê-las em Sverdlovsk, cumprindo pena por três anos. Houve boatos de que a KGB buscasse corroer a imagem de heróis nacionais da equipe nacional de Basquete.
Após cumprir sua pena retornou ao basquete, mas não no mesmo nível. Entre 1976-1978 jogou no Spartak Vladivostok e 1978-1980 pelo Dínamo de Moscou onde se aposentou com apenas 28 anos. Enfrentou dificuldades para encontrar empregos por causa de sua ficha criminal e trabalhou em serviços braçais e de periculosidade como agente de manutenção de locomotivas e bombeiro em Omsk. Em 2001 emigrou para os Estados Unidos e se instalou em Baltimore trabalhando por dez anos num supermercado. Em seu retorno até seu falecimento foi presidente da Federação de Basquetebol de Omsk.